# Олексій (Ржаніцин)
Архієпископ Олексій (рос. Архиепископ Алекси́й; бл. 1812 — 21 червня 1877) — церковний діяч часів Російської імперії, 7-й єпископ Тульський і Бєлівський у 1857—1860 роках, 2-й єпископ Таврійський в 1860—1867 роках, 11-й єпископ Рязанський і Зарайський у 1867—1876 роках, 38-й єпископ Тверський і Старицький у 1876—1877 роках.

## Життєпис
Походив зі священницького роду Ржаніциних. Син протоієрея Івана Ржаніцина. Народився близько 1812 року в селі Олександрівське або Кубениця Кадниковського повіту Вологодської губернії. Отримав ім'я Руфин. Спочатку навчався в Кадниковському духовному училищі. 
1834 року закінчив Вологодську духовну семінарію. Потім поступив до Московської духовної академії. 12 листопада 1837 року пострижений на чернецтво Філаретом. митрополитом Московським і Коломенським, на ім'я Алексій. наступного дня висвячено на сан ієродиякона, 29 червня 1838 року — ієромонаха.
Після закінчення Московської духовної академії зі ступенем кандидата богослов'я 22 серпня 1838 року був визначений інспектором Московської духовної семінарії та викладачем філософії. З серпня 1841 року визначений професором Святого Письма, церковної історії, археології та канонічного права у вищому відділенні семінарії.
З кінця грудня 1842 року стає ректором Московської духовної семінарії з заняттям класу богословських наук і зведенням 14 лютого 1843 року в сан архімандрита, настоятеля Заїконоспаського московського монастиря, в якому знаходилася в ті роки семінарія. З лютого 1847 року — ректор Московської духовної академії та професор богословських наук.
25 серпня 1853 року наречено і 20 вересня 1853 року хіротоновано на єпископа Дмитровського, вікарія Московської єпархії з управлінням Савино-Сторожевським монастирем.
У 1857—1860 роках очолював Тульський та Бєлівський єпископат. 29 серпня 1860 року з огляду на раптову смерть Елпідіфора (Бенедиктова) призначається єпископом Таврійським. Продовжив політику єпископа Іннокентія з посилення християнізації Кримського півострова: збільшувалася кількість парафіяльного духовенства, ініціював створення Сімферопольського духовного училища.
28 листопада 1867 року переміщений на Рязанську і Зарайську кафедру зі зведенням у сан архієпископа. З його ініціативи відбулася реставрація та перебудова кафедрального собору Різдва Христового. З 9 вересня 1876 року — архієпископ Тверський і Кашинський.
Помер у Твері 1877 року від паралічу. Похований у склепі під соборним храмом у Тверському Заміському Трисвятському монастирі.